# لوآز
لوآز (اوکراینی: ЛуАЗ) شرکت خودروسازی اوکراینی است، که در سال ۱۹۵۵ تأسیس شد.